# TV4 Komedi
TV4 Komedi is een televisiekanaal in Zweden dat zich concentreert op komedies; zowel films als series. De eerste uitzending van het kanaal was in november 2006, tegelijk met TV4 Guld. TV4 Komedi behoort tot de TV4-Gruppen.